# Terremoto di Norcia del 1328
Il terremoto di Norcia del 1328 è stato un evento sismico verificatosi nel 1328 a Norcia e nella Valnerina, all'epoca facente parte dello Stato della Chiesa.

## Storia
(Mariano del Moro, Annali e cronaca di Perugia in volgare dal 1191 al 1336)
Il sisma si verificò all'alba, ossia intorno alle 06:15, del 4 dicembre, con epicentro nei pressi di Roccanolfi, circa 9 km a nord di Norcia, in Valnerina, sul versante occidentale dei monti Sibillini. L'area interessata era situata lungo il confine tra la provincia Ducatus Spoletani e la provincia Marchiæ Anconæ, nello Stato della Chiesa. L'evento fece registrare una magnitudo momento di 6.4 ed un'intensità pari al X grado della scala Mercalli.
A Norcia si verificò il crollo di numerosi palazzi, chiese, torri oltre che parte delle mura urbiche. Danni ancor più gravi si registrarono a Montesanto e, soprattutto, Preci dove i crolli causarono la morte di tutti gli abitanti della cittadina. Risultarono danneggiati gravemente Castel San Giovanni, nei pressi di Cascia, Cerreto di Spoleto, Monte San Martino e Visso. Crolli gravi nelle abitazioni si registrarono anche a Spoleto. Il terremoto fu avvertito anche a Foligno e Roma.
Le notizie sul sisma sono giunte a noi mediante una testimonianza diretta dell'epoca, ad opera del notaio Bonaventura di Benvenuto e ricompresa nella sua Cronaca di Foligno, ed un memoriale redatto dalla comunità ebrea di Ripatransone, nell'ascolano; dette fonti hanno permesso di correggere l'esatta datazione del terremoto. L'evento è anche citato negli Annales Arretinorum Minores di Giovanni Villani e nella Chronicon Mutinense di Giovanni da Bazzano, oltre che negli Annali e cronaca di Perugia in volgare dal 1191 al 1336 di Mariano del Moro e nella cronaca perugina nota con il nome di «Diario del Graziani».
Le singole fonti differiscono sulla stima delle vittime, che varia dalle 2 000 alle 5 000 unità.
La memoria del sisma sopravvisse a lungo tra gli abitanti della Valnerina; in una memoria del 1599 si riferisce come la popolazione di Norcia celebrasse la festa di santa Barbara commemorando le vittime dell'evento sismico avvenuto quasi tre secoli prima.